# Beausemblant
Beausemblant település Franciaországban, Drôme megyében. Lakosainak száma 1453 fő (2022. január 1.). Beausemblant Albon, Andancette, Laveyron és Saint-Uze községekkel határos.

## Népesség
A település népességének változása:
| Lakosok száma | 668  | 762  | 813  | 1246 | 1381 | 1416 | 1432 | 1427 | 1430 | 1453 |
|               | 1968 | 1982 | 1990 | 2006 | 2013 | 2015 | 2017 | 2019 | 2020 | 2022 |